# Carlo d'Ormeville
Carlo d'Ormeville (né le 24 avril 1840 à Rome et mort le 26 juillet 1924 à Milan) est un dramaturge, librettiste, critique musical et impresario italien. 

## Biographie
Carlo d'Ormeville naît à Rome le 24 avril 1840 d'un père de nationalité française. 
Après des études de droit, fasciné par le monde du théâtre depuis l'âge de seize ans, il commence une carrière d'auteur dramatique dès 1860 avec un drame historique, La contessa di Colmarino. Également passionné de musique, il écrit en 1861 le texte d'un Inno all'Italia pour le compositeur Giuseppe Branzoli puis, en 1862 le livret de l'opéra Iginia d'Asti du compositeur et directeur de la Filarmonica de Rome, Filippo Sangiorgi (ca). Ces premières réalisations sont suivies de plusieurs œuvres dans tous les genres théâtraux, d'un recueil de poésies et, en 1864, d'un second livret pour Sangiorgi, Guisemberga di Spoleto. Il ajoute à ces activités, selon la pratique de l'époque, celle de régisseur (direttore di scena en italien). 
En 1867 il quitte Rome pour Milan où il rejoint le mouvement de la scapigliatura, fréquente les salons musicaux et est introduit au Teatro alla Scala comme régisseur. Dès 1868, le compositeur brésilien Antônio Carlos Gomes lui confie le livret, qu'il écrit en collaboration avec Antonio Scalvini, de son opéra-ballet Il Guarany. C'est ensuite au tour de Filippo Marchetti de s'assurer de la collaboration du librettiste romain pour son drame lyrique Ruy Blas, les deux pièces, présentées à la Scala avec succès, assurant par la même occasion celui de Carlo d'Ormeville.  
À la même époque il devient rédacteur pour L'Illustrazione popolare et L'Universo illustrato édités par Emilo Treves dans lesquels il commence à publier des critiques littéraires. En 1871 il est le régisseur de la création d'Aida de Giuseppe Verdi à l'Opéra Khédival du Caire. C'est à la suite de cette création, alors que le Maestro se retirait pour quelques années de réflexion, que l'activité de librettiste de d'Ormeville s'intensifie. En 1877, il prend la direction d'un hebdomadaire milanais, La Gazzetta dei teatri et crée parallèlement une agence de spectacles qui lui permet d'acquérir les droits sur des œuvres étrangères comme Les Contes d'Hoffmann ou Salome, de faire jouer l'opéra italien en Amérique du Sud, de présenter au public italien les œuvres de Richard Wagner ou des compositeurs français. Parmi ses multiples activités, on le trouve également codirecteur du Teatro San Carlo de Naples durant les saisons 1879-1880 à 1884-1885 et du Teatro Regio de Turin de 1891 à 1895. 
Il meurt le 26 juillet 1924 à Milan, très apprécié dans le monde artistique.

## Œuvres
Livrets d'opéra
- 1862 : Iginia d'Asti, musique de Filippo Sangiorgi
- 1864 : Guisemberga di Spoleto, musique de Filippo Sangiorgi
- 1868 : Il Guarany, musique d'Antonio Carlos Gomes
- 1869 : Ruy Blas, musique de Filippo Marchetti
- 1873 : Il conte verde, musique de Giuseppe Libani
- 1873 : Giuseppe Balsamo, musique de Filippo Sangiorgi
- 1874 : Gustavo Wasa, musique de Filippo Marchetti
- 1875 : Diana di Chaverny, musique de Filippo Sangiorgi
- 1877 : Mattia Corvino, musique de Ciro Pinsuti
- 1877 : Lina, musique d'Amilcare Ponchielli
- 1878 : Elda, musique d'Alfredo Catalani
- 1879 : Maria Tudor, musique d'Antonio Carlos Gomes
- 1879 : Sardanapalo, musique de Giuseppe Libani
- 1880 : Don Giovanni d'Austria, musique Filippo Marchetti
- 1881 : Cordelia, musique de Stefano Gobatti
- 1889 : Loreley (it), musique d'Alfredo Catalani

## Source
1. ↑  Biographie de Carlo d'Ormeville dans l'encyclopédie Treccani (Lire en ligne)